# Marcus H. MacWillie
Marcus H. MacWillie war ein US-amerikanischer Jurist und konföderierter Politiker.

## Werdegang
Über das Leben von Marcus H. MacWillie ist nicht sehr viel bekannt. MacWillie studierte Jura und begann nach dem Erhalt seiner Zulassung als Anwalt zu praktizieren. Als der Bürgerkrieg ausbrach, lebte er in Mesilla (Arizona-Territorium). Am 1. August 1861 rief John Baylor (1822–1894) das konföderierte Arizona-Territorium aus und erklärte sich selbst zum Gouverneur. MacWillie wurde von Baylor zum territorialen Attorney General ernannt. In der Folgezeit wurde Lewis Owings (1820–1875) provisorischer Gouverneur. Am 11. März 1862 berief Owings MacWillie zum Delegierten im ersten Konföderiertenkongress, um dort die Vakanz zu füllen, die durch den Rücktritt von Granville Henderson Oury (1825–1891) entstanden war. Zu jenem Zeitpunkt war MacWillie Richter am zweiten Gerichtsbezirk und Chief Justice of the Territory of Arizona. Bei seiner Wiederwahlkandidatur 1863 wurde er in den zweiten Konföderiertenkongress gewählt, wo er bis zum Ende der Konföderation 1865 diente. Was mit MacWillie nach dem Ende des Krieges geschah, ist nicht bekannt.

## Brief
- Brief an Präsident Jefferson Davis (1808–1889) vom 10. Januar 1863[8]